# 超アニメ研究ステーション えもらぼ
『超アニメ研究ステーション えもらぼ』は、バンダイビジュアルよりDVDが発売される作品を紹介する動画インターネット番組。BEAT☆Net Radio!初の動画配信番組として、2007年6月15日から2008年8月29日まで配信されていた。

## 概要
バンダイビジュアルより発売されるDVD、ブルーレイディスクの紹介の他、その作品にちなんだコーナーやトーク、視聴者からのメールを紹介。
ちなみに番組のタイトルである「えもらぼ」とはエモーションラボラトリーの略である。
番組の流れは紹介する作品にちなんだコントなどを行い→視聴者からのメールを紹介するなどのフリートークを行い→作品の紹介→バンダイビジュアルより発売される作品の宣伝→エンディングという流れである。
2008年7月18日　TOKYO FM HALLにて、最初で最後の公開収録「えもらぼ　さよならスペシャル」が行われ、この公録を収録した8月いっぱいの放送で、一年にわたる更新が終了になった。

### 配信期間
- 配信期間：2007年6月15日 - 2008年8月29日
- 配信日：毎週金曜日

### 出演者
4回ごとに交代で女性研究員と男性研究員とでMCを務める。
番組の冒頭、特集する作品にちなんだパロディコントが行われた。
女性研究員（チームハリウッド）
- 明坂聡美　愛称：あけちゃん
- 本多陽子　愛称：ヨーダ

男性研究員（チームフレッシュ）
- 小野大輔　愛称：おのでぃ
- 菅沼久義　愛称：すがぽん
- 岡本寛志　愛称：おかもっちゃん

### 特別番組
- 『年忘れ!輝け!お蔵入り紅白えも合戦!!』
- 『あけおめ!輝け!お蔵入り紅白えも合戦!!～年始SP～』
2007年12月28日と2008年1月4日に配信された。内容はNG集と未公開トーク集で主にNG集をチームハリウッドが未公開トーク集をチームフレッシュが担当していた。
- 『えもらぼGフェススペシャル』
2008年2月29日に配信された。内容はGフェスティバル2008でのイベントを菅沼久義と岡本寛志が密着レポートするというもの。
- 『未公開＆NG集　その1』
2008年6月28日に配信された。2008年の未公開とNG集を収録。
- 『未公開＆NG集　その2』
2008年8月1日に配信された。
- 『えもらぼ　さよならスペシャル』
2008年8月9日、16日、23日、30日と4回にわたり、7月18日TOKYO FM HALLにて行われた特別イベントを配信。「えもらぼのイチオシ」はVステ Spring Live、ゲストは岩田光央と石川英郎。

## 紹介された作品
作品の紹介は2回に分けて行われる。
チームハリウッド
- ＃1前編（第01回）・後編（第02回）：sola
- ＃2前編（第03回）・後編（第04回）：アイドルマスター XENOGLOSSIA
- ＃5前編（第09回）・後編（第10回）：舞-乙HiME Zwei
- ＃5前編（第11回）：ぽてまよ
- ＃6後編（第12回）：もえたん
- ＃9前編（第17回）・後編（第18回）：装甲騎兵ボトムズ ペールゼン・ファイルズ
- ＃10前編（第19回）・後編（第20回）：新SOS大東京探検隊
- ＃13前編（第25回）・後編（第26回）：こどものじかん
- ＃14前編（第27回）・後編（第28回）：キミキス pure rouge
- ＃17前編（第33回）：ああっ女神さまっ 闘う翼
- ＃17後編（第34回）：舞-乙HiME 0〜S.ifr〜
- ＃18前編（第35回）・後編（第36回）：true tears
- ＃21前編（第41回）・後編（第42回）：星の海のアムリ
- ＃22前編（第43回）・後編（第44回）：狂乱家族日記
- ＃25前編（第49回）・後編（第50回）：コードギアス 反逆のルルーシュR2
- ＃26前編（第51回）・後編（第52回）：機動戦士ガンダム00

チームフレッシュ!
- ＃3前編（第05回）・後編（第06回）：機神大戦ギガンティック・フォーミュラ
- ＃4前編（第07回）・後編（第08回）：FREEDOM
- ＃7前編（第13回）・後編（第14回）：ストレンヂア 無皇刃譚
- ＃8前編（第15回）・後編（第16回）：電脳コイル
- ＃11前編（第21回）・後編（第22回）：機動戦士SDガンダム
- ＃12前編（第23回）・後編（第24回）：機動戦士ガンダム
- ＃15前編（第29回）・後編（第30回）：機動戦士ガンダム00
- ＃16前編（第31回）・後編（第32回）：逮捕しちゃうぞ フルスロットル
- ＃19前編（第37回）・後編（第38回）：シゴフミ
- ＃20前編（第39回）：ストレンヂア 無皇刃譚
- ＃20後編（第40回）：ストレンヂア 無皇刃譚・.hack//G.U. TRILOGY
- ＃23前編（第45回）・後編（第46回）：FREEDOM・FREEDOM SEVEN
- ＃24前編（第47回）・後編（第48回）：マクロスフロンティア
- ＃27前編（第53回）・後編（第54回）：押井守特集
- ＃28前編（第55回）・後編（第56回）：夏のブルーレイディスク祭り

## 動画コメントゲスト
（）内は、紹介作品/役名（または役職）
- ＃1前編（第01回）:能登麻美子（sola/四方茉莉役）
- ＃1前編（第01回）:中原麻衣（sola/森宮蒼乃役）
- ＃2後編（第03回）:井口裕香（アイドルマスター XENOGLOSSIA/天海春香役）
- ＃2前編（第03回）:小清水亜美（アイドルマスターXENOGLOSSIA/高槻やよい役）
- ＃5前編（第09回）:古里尚丈（舞-乙HiME Zweiプロデューサー）
- ＃5後編（第10回）:稲川淳二
- ＃6前編（第11回）:花澤香菜（ぽてまよ/ぽてまよ役）
- ＃6前編（第11回）:辻あゆみ（ぽてまよ/ぐちゃ子役）
- ＃6後編（第12回）:戸松遥（もえたん/黒威すみ役）
- ＃6後編（第12回）:森永理科（もえたん/瑠璃子役）
- ＃13後編（第26回）:喜多村英梨（こどものじかん/九重りん役）
- ＃13後編（第26回）:真堂圭（こどものじかん/鏡黒役）
- ＃19後編（第38回）:植田佳奈（シゴフミ/フミカ役）
- ＃19後編（第38回）:浅野真澄（シゴフミ/チアキ役）

## スタジオゲスト
（）内は、紹介作品/役名（または役職）
- ＃8前編（第15回）・後編（第16回）:折笠富美子（電脳コイル/ヤサコ役）
- ＃9前編（第17回）・後編（第18回）:松下俊也（月刊アニメージュ編集長）
- ＃10後編（第20回）:高木真司（新SOS大東京探検隊監督）
- ＃14後編（第28回）:池澤春菜（キミキス pure rouge/水澤摩央役）
- ＃18前編（第35回）・後編（第36回）：高垣彩陽（true tears/石動乃絵役）
- ＃21前編（第41回）・後編（第42回）：牧野由依（星の海のアムリ/アムリ役）
- ＃22前編（第43回）・後編（第44回）：藤村歩（狂乱家族日記/乱崎凶華役）